# Umri Kalan
Umri Kalan là một thị xã và là một nagar panchayat của quận Moradabad thuộc bang Uttar Pradesh, Ấn Độ.

## Nhân khẩu
Theo điều tra dân số năm 2001 của Ấn Độ, Umri Kalan có dân số 15.290 người. Phái nam chiếm 52% tổng số dân và phái nữ chiếm 48%. Umri Kalan có tỷ lệ 32% biết đọc biết viết, thấp hơn tỷ lệ trung bình toàn quốc là 59,5%: tỷ lệ cho phái nam là 40%, và tỷ lệ cho phái nữ là 23%. Tại Umri Kalan, 24% dân số nhỏ hơn 6 tuổi.